# Parafilm

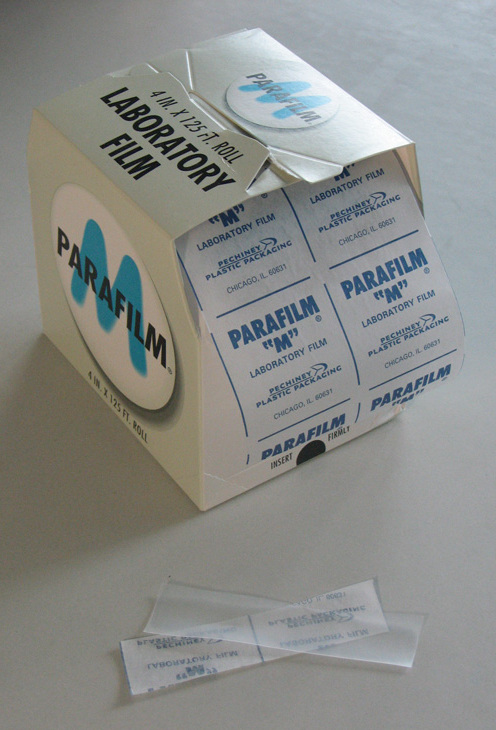
Una confezione di parafilm

Il parafilm è una pellicola di cera (esattamente poliolefine e cera paraffinica), usata nei laboratori scientifici.
La sua elasticità e impermeabilità lo rendono utile per sigillare contenitori, quali beute, cuvette, e capsule di Petri.
È un prodotto dell'azienda statunitense Pechiney Plastic Packaging Company.